# Xicotencatl Ier
Xicotencatl Ier également appelé Xicotencatl l'Ancien, né vers le 11 Maison (1425) et mort vers le 4 Lapin (1522), était un tlatoani de Tizatlan, l'une des cités membres de la confédération précolombienne de Tlaxcala, aujourd'hui au Mexique.

## Nom
Son nom en Nahuatl, se prononce ʃiːkoʔˈteːŋkatɬ, et est parfois écrit Xicohtencatl. En 1519, il a été baptisé sous le nom de Lorenzo Xicotencatl ou Don Lorenzo de Vargas.

## Biographie
Il serait né en 1425 et mort en 1522. Au moment de la conquête espagnole du Mexique, il était très vieux et en mauvaise santé. Il a cependant contribué à allier le Tlaxcala avec les Espagnols de Cortés.
Diego Muñoz Camargo a écrit de lui qu'il avait plus de 120 ans et qu'il ne pouvait voir Cortés que s'il avait quelqu'un pour lui lever les paupières. Il écrit également qu'il avait plus de 500 femmes et concubines et par conséquent un grand nombre d'enfants dont Xicotencatl II et la femme de Jorge de Alvarado, Doña Lucía.
Lorsque son fils a comploté de profiter de  l'absence de Chichimecatecle pendant le siège de Tenochtitlan pour s'emparer de  Tlaxcala, Xicotencatl Ier a dit à Cortés que « son fils était mauvais, qu'il ne se porterait pas garant pour lui, et qu'il implorait Cortés de le tuer ». Cortés a donc ordonné l'exécution et Xicotencatl II a été pendu.

## Poésie
Une chanson - ou un poème - est attribuée à Xicotencatl. Il est intégré dans les Cantares mexicanos, une collection de chants Nahuatl probablement compilés au cours du dernier tiers du XVIe siècle pour Bernardino de Sahagún. Il a pour thème les  guerres fleuries entre la confédération de Tlaxcala et la Triple alliance aztèque.

## Sources